# 石安镇 (三台县)
石安镇，是中华人民共和国四川省绵阳市三台县下辖的一个乡镇级行政单位。2019年12月，撤销金鼓镇，将其所属行政区域划归石安镇管辖，石安镇人民政府驻步行街47号。

## 行政区划
石安镇下辖以下地区：
场镇社区、富裕村、永丰村、清泉村、洪坪村、柳泉村、团村、长河村、石泉村、永泉村、红光村、通沟村、青龙山村、白蝉寺村、裕光村、保安村、赵山村、梅花村、得胜村、凤鸣村、龙桥村、报春村和群山村。